# Opa (Eddy Ryssack)
Opa is een Belgische stripreeks, getekend en geschreven door Eddy Ryssack.

## Inhoud
Opa woont in het bejaardentehuis Roest Rust, waar hij probeert de verveling te verdrijven en dat leidt tot komische slapstickachtige situaties. Meestal brengt hem dat in botsing met de directeur van het rusthuis, die ook weer zo zijn eigen problemen heeft met de inspecteur van het ministerie.

## Publicatiegeschiedenis
Het eerste verhaal werd gepubliceerd in december 1975 in het stripblad Eppo nummer 11.
Net als alle verhalen die zouden volgen, had deze geen titel meegekregen. De verhalen zijn tussen de twee en vier pagina's lang. Bij negen verhalen kreeg Ryssack hulp van tekenaar Berck, bij eentje van Peter Rosa.
Het 95e en laatste verhaal werd in augustus 1983 in de Eppo geplaatst. De reden voor het verdwijnen van de strip uit het blad had alles te maken met de wens van de toenmalige redactie die de toon van het blad wilden verjongen.
| Nr | Jaar    | Titel                                         | Tekenaar                  | Scenarist                 | Aantal pagina's | Publicatie      |
| -- | ------- | --------------------------------------------- | ------------------------- | ------------------------- | --------------- | --------------- |
| 1  | 1975-12 | In huize Roest Rust kun                       | Eddy Ryssack              | Eddy Ryssack              | 4               | Eppo 1975 nr 11 |
| 2  | 1975-12 | Door de sneeuw onderweg naar                  | Eddy Ryssack              | Eddy Ryssack              | 3               | Eppo 1975 nr 13 |
| 3  | 1976-01 | De jaarlijkse tombola zou een                 | Eddy Ryssack              | Eddy Ryssack              | 4               | Eppo 1976 nr 4  |
| 4  | 1976-02 | Erg veel post wordt er                        | Eddy Ryssack              | Eddy Ryssack              | 4               | Eppo 1976 nr 8  |
| 5  | 1976-03 | Hartelijk gefeliciteerd meneer de direkteur   | Eddy Ryssack              | Eddy Ryssack              | 4               | Eppo 1976 nr 11 |
| 6  | 1976-04 | Eens in de zoveel tijd gaat                   | Eddy Ryssack              | Eddy Ryssack              | 1               | Eppo 1976 nr 15 |
| 7  | 1976-04 | Eens in de zoveel tijd komt                   | Eddy Ryssack              | Eddy Ryssack              | 1               | Eppo 1976 nr 17 |
| 8  | 1976-05 | Huize Roest Rust staat weer                   | Eddy Ryssack              | Eddy Ryssack              | 3               | Eppo 1976 nr 19 |
| 9  | 1976-06 | Op een mooie morgen in huize Roest Rust       | Eddy Ryssack              | Eddy Ryssack              | 4               | Eppo 1976 nr 23 |
| 10 | 1976-07 | Op een mooie dag in                           | Eddy Ryssack              | Eddy Ryssack              | 3               | Eppo 1976 nr 29 |
| 11 | 1976-08 | Uitslapen is er vrijwel nooit                 | Eddy Ryssack              | Eddy Ryssack              | 4               | Eppo 1976 nr 32 |
| 12 | 1976-09 | Zo eens in de zoveel tijd                     | Eddy Ryssack              | Eddy Ryssack              | 4               | Eppo 1976 nr 36 |
| 13 | 1976-09 | En al gauw neemt de aap                       | Eddy Ryssack              | Eddy Ryssack              | 4               | Eppo 1976 nr 39 |
| 14 | 1976-10 | Het ogenblik waarop de nieuwe                 | Eddy Ryssack              | Eddy Ryssack              | 4               | Eppo 1976 nr 41 |
| 15 | 1976-10 | De terugkeer van de direkteur                 | Eddy Ryssack              | Eddy Ryssack              | 4               | Eppo 1976 nr 44 |
| 16 | 1976-11 | Maar stilaan keert de rust                    | Eddy Ryssack              | Eddy Ryssack              | 4               | Eppo 1976 nr 47 |
| 17 | 1976-12 | Er zijn ook wel eens                          | Eddy Ryssack              | Eddy Ryssack              | 1               | Eppo 1976 nr 49 |
| 18 | 1976-12 | Jij sleutelt wat af in                        | Eddy Ryssack              | Eddy Ryssack              | 2               | Eppo 1976 nr 51 |
| 19 | 1976-12 | Met kerst komen de liefhebbende familieleden  | Eddy Ryssack              | Eddy Ryssack              | 4               | Eppo 1976 nr 53 |
| 20 | 1977-01 | Elke vrijdag is het baddag                    | Eddy Ryssack              | Eddy Ryssack              | 3               | Eppo 1977 nr 3  |
| 21 | 1977-02 | In huize Roest Rust brengt de                 | Eddy Ryssack              | Eddy Ryssack              | 4               | Eppo 1977 nr 7  |
| 22 | 1977-03 | En toen kwam Mina                             | Eddy Ryssack              | Eddy Ryssack              | 4               | Eppo 1977 nr 11 |
| 23 | 1977-04 | Na dat klein meningsverschil met              | Eddy Ryssack              | Eddy Ryssack              | 4               | Eppo 1977 nr 16 |
| 24 | 1977-05 | Mina heeft de direkteur nog                   | Eddy Ryssack              | Eddy Ryssack              | 4               | Eppo 1977 nr 20 |
| 25 | 1977-06 | Die dag leek alles                            | Eddy Ryssack              | Eddy Ryssack              | 4               | Eppo 1977 nr 23 |
| 26 | 1977-07 | De stralende zon staat weer                   | Eddy Ryssack              | Eddy Ryssack              | 2               | Eppo 1977 nr 27 |
| 27 | 1977-08 | Vivaldi is nog steeds te                      | Eddy Ryssack              | Eddy Ryssack              | 3               | Eppo 1977 nr 31 |
| 28 | 1977-09 | Maar de rust is ver te                        | Eddy Ryssack              | Eddy Ryssack              | 3               | Eppo 1977 nr 36 |
| 29 | 1977-10 | Het is herfst op                              | Eddy Ryssack              | Eddy Ryssack              | 4               | Eppo 1977 nr 41 |
| 30 | 1977-11 | De bladeren hebben het laten afweten          | Eddy Ryssack              | Eddy Ryssack              | 4               | Eppo 1977 nr 46 |
| 31 | 1977-12 | Ondanks de gure herfstregen weten             | Eddy Ryssack              | Eddy Ryssack              | 3               | Eppo 1977 nr 49 |
| 32 | 1977-12 | De kerstdagen staan weer voor de              | Eddy Ryssack              | Eddy Ryssack              | 3               | Eppo 1977 nr 51 |
| 33 | 1978-01 | Zachtjes dwarrelen sneeuwvlokjes naar beneden | Eddy Ryssack              | Eddy Ryssack              | 4               | Eppo 1978 nr 4  |
| 34 | 1978-02 | Zo op het eerste gezicht                      | Eddy Ryssack              | Eddy Ryssack              | 4               | Eppo 1978 nr 8  |
| 35 | 1978-03 | De takjes botten alweer uit                   | Eddy Ryssack              | Eddy Ryssack              | 3               | Eppo 1978 nr 13 |
| 36 | 1978-04 | Donkere wolken pakken zich samen              | Eddy Ryssack              | Eddy Ryssack              | 4               | Eppo 1978 nr 17 |
| 37 | 1978-06 | Willen jullie naar zee ja                     | Eddy Ryssack              | Eddy Ryssack              | 3               | Eppo 1978 nr 22 |
| 38 | 1978-07 | We maken er eens een                          | Eddy Ryssack              | Eddy Ryssack              | 2               | Eppo 1978 nr 27 |
| 39 | 1978-09 | Weet je wat het is                            | Eddy Ryssack              | Eddy Ryssack              | 3               | Eppo 1978 nr 35 |
| 40 | 1979-07 | Al zo vroeg op de                             | Eddy Ryssack              | Eddy Ryssack              | 2               | Eppo 1979 nr 27 |
| 41 | 1979-07 | Alle hens aan dek Zorreg-dat                  | Eddy Ryssack              | Eddy Ryssack              | 4               | Eppo 1979 nr 30 |
| 42 | 1979-08 | Elk seizoen heeft zijn pleziertjes            | Eddy Ryssack              | Eddy Ryssack              | 4               | Eppo 1979 nr 34 |
| 43 | 1979-09 | Het is hier zo rustig                         | Eddy Ryssack              | Eddy Ryssack              | 3               | Eppo 1979 nr 38 |
| 44 | 1979-11 | Het was nog heel erg vroeg                    | Eddy Ryssack              | Eddy Ryssack              | 4               | Eppo 1979 nr 44 |
| 45 | 1979-11 | Met een honderdjarige binnen zijn             | Eddy Ryssack              | Eddy Ryssack              | 3               | Eppo 1979 nr 48 |
| 46 | 1980-02 | Huize Roest Rust ligt onder                   | Eddy Ryssack              | Eddy Ryssack              | 3               | Eppo 1980 nr 5  |
| 47 | 1980-03 | Oom Balthazar zat wel knus                    | Eddy Ryssack              | Eddy Ryssack              | 3               | Eppo 1980 nr 12 |
| 48 | 1980-04 | Het zal ons een een                           | Eddy Ryssack              | Eddy Ryssack              | 2               | Eppo 1980 nr 16 |
| 49 | 1980-06 | Die koffer heb ik in                          | Eddy Ryssack & Peter Rosa | Eddy Ryssack & Peter Rosa | 2               | Eppo 1980 nr 23 |
| 50 | 1980-07 | Gewoon te gek wat je                          | Eddy Ryssack              | Eddy Ryssack              | 2               | Eppo 1980 nr 27 |
| 51 | 1980-08 | Misschien heb ik toch nog                     | Eddy Ryssack              | Eddy Ryssack              | 2               | Eppo 1980 nr 35 |
| 52 | 1980-10 | Jawel inspekteur daar mag u                   | Eddy Ryssack              | Eddy Ryssack              | 2               | Eppo 1980 nr 44 |
| 53 | 1980-11 | Waf waf Waf waf Waf                           | Eddy Ryssack              | Eddy Ryssack              | 2               | Eppo 1980 nr 45 |
| 54 | 1980-12 | Ik moet me ook met alles                      | Eddy Ryssack              | Eddy Ryssack              | 2               | Eppo 1980 nr 49 |
| 55 | 1980-12 | De richtlijnen van het ministerie             | Eddy Ryssack              | Eddy Ryssack              | 2               | Eppo 1980 nr 52 |
| 56 | 1981-01 | Hips Wel Adriaan kan het                      | Eddy Ryssack              | Eddy Ryssack              | 2               | Eppo 1981 nr 1  |
| 57 | 1981-01 | En hoe liep het af met                        | Eddy Ryssack              | Eddy Ryssack              | 2               | Eppo 1981 nr 4  |
| 58 | 1981-02 | He een dienstnota van de                      | Eddy Ryssack              | Eddy Ryssack              | 2               | Eppo 1981 nr 6  |
| 59 | 1981-03 | De postbode heeft eindelijk mijn              | Eddy Ryssack              | Eddy Ryssack              | 2               | Eppo 1981 nr 13 |
| 60 | 1981-05 | Kom nou directeur heef Moos                   | Eddy Ryssack              | Eddy Ryssack              | 2               | Eppo 1981 nr 19 |
| 61 | 1981-07 | Elk van je bezoeken is                        | Eddy Ryssack              | Eddy Ryssack              | 2               | Eppo 1981 nr 28 |
| 62 | 1981-07 | Wat een elftal Moet je                        | Eddy Ryssack              | Eddy Ryssack              | 2               | Eppo 1981 nr 31 |
| 63 | 1981-08 | Daar gaan we jongens een                      | Eddy Ryssack & Berck      | Eddy Ryssack & Berck      | 2               | Eppo 1981 nr 35 |
| 64 | 1981-09 | Bij dit mooie weer gaat                       | Eddy Ryssack & Berck      | Eddy Ryssack & Berck      | 2               | Eppo 1981 nr 38 |
| 65 | 1981-10 | Zelfs Huize Roest Rust wordt                  | Eddy Ryssack & Berck      | Eddy Ryssack & Berck      | 2               | Eppo 1981 nr 40 |
| 66 | 1981-10 | Dallas zit erop jongens En                    | Eddy Ryssack & Berck      | Eddy Ryssack & Berck      | 3               | Eppo 1981 nr 44 |
| 67 | 1981-11 | He Een brief van de golfclub                  | Eddy Ryssack & Berck      | Eddy Ryssack & Berck      | 2               | Eppo 1981 nr 48 |
| 68 | 1981-12 | Geen huisdieren onder mijn dak                | Eddy Ryssack & Berck      | Eddy Ryssack & Berck      | 2               | Eppo 1981 nr 50 |
| 69 | 1981-12 | Nee beste man Dat is                          | Eddy Ryssack & Berck      | Eddy Ryssack & Berck      | 2               | Eppo 1981 nr 51 |
| 70 | 1982-01 | Dat is pas een mooi oprit                     | Eddy Ryssack              | Eddy Ryssack & Berck      | 2               | Eppo 1982 nr 1  |
| 71 | 1982-02 | Opa ik verzeker je dat ie                     | Eddy Ryssack              | Eddy Ryssack & Berck      | 2               | Eppo 1982 nr 6  |
| 72 | 1982-03 | Nieuw plan tot meer huisvlijt en helemaal     | Eddy Ryssack              | Eddy Ryssack              | 2               | Eppo 1982 nr 9  |
| 73 | 1982-03 | Nou zeg de direkteur staat er                 | Eddy Ryssack              | Eddy Ryssack              | 2               | Eppo 1982 nr 12 |
| 74 | 1982-04 | Hier gebeuren zonderlingen dingen             | Eddy Ryssack              | Eddy Ryssack              | 2               | Eppo 1982 nr 15 |
| 75 | 1982-04 | Iedereen aantreden in korte broek             | Eddy Ryssack              | Eddy Ryssack              | 2               | Eppo 1982 nr 18 |
| 76 | 1982-05 | I love you J.r. Vooruit Sue Ellen             | Eddy Ryssack              | Eddy Ryssack              | 2               | Eppo 1982 nr 21 |
| 77 | 1982-06 | Zeg Waar blijft die koffie                    | Eddy Ryssack              | Eddy Ryssack              | 2               | Eppo 1982 nr 24 |
| 78 | 1982-07 | Happy birthday to you en nou                  | Eddy Ryssack              | Eddy Ryssack              | 2               | Eppo 1982 nr 26 |
| 79 | 1982-07 | Ons werk is af direkteur                      | Eddy Ryssack              | Eddy Ryssack              | 2               | Eppo 1982 nr 28 |
| 80 | 1982-08 | Heb je de direkteur soms gezien               | Eddy Ryssack              | Eddy Ryssack              | 2               | Eppo 1982 nr 31 |
| 81 | 1982-09 | Adriaan breng mijn ontbijt mee                | Eddy Ryssack              | Eddy Ryssack              | 2               | Eppo 1982 nr 37 |
| 82 | 1982-10 | Vanmiddag komt de inspecteur op bezoek        | Eddy Ryssack              | Eddy Ryssack              | 2               | Eppo 1982 nr 42 |
| 83 | 1982-12 | U begrijpt meneer de minister                 | Eddy Ryssack              | Eddy Ryssack              | 2               | Eppo 1982 nr 52 |
| 84 | 1983-01 | Heeft u geklungeld met de                     | Eddy Ryssack              | Eddy Ryssack              | 2               | Eppo 1983 nr 1  |
| 85 | 1983-01 | Oh what a beautiful morning                   | Eddy Ryssack              | Eddy Ryssack              | 2               | Eppo 1983 nr 4  |
| 86 | 1983-02 | Daar komt een taxi dat                        | Eddy Ryssack              | Eddy Ryssack              | 2               | Eppo 1983 nr 7  |
| 87 | 1983-03 | Ongelooflijk hoe zo'n charmant niemendalletje | Eddy Ryssack              | Eddy Ryssack              | 2               | Eppo 1983 nr 10 |
| 88 | 1983-03 | Eigenlijk begin ik me best                    | Eddy Ryssack              | Eddy Ryssack              | 2               | Eppo 1983 nr 12 |
| 89 | 1983-05 | Zo Je bent weer helemaa                       | Eddy Ryssack              | Eddy Ryssack              | 2               | Eppo 1983 nr 19 |
| 90 | 1983-05 | Vandaag nog wordt heel jullie                 | Eddy Ryssack              | Eddy Ryssack              | 2               | Eppo 1983 nr 20 |
| 91 | 1983-06 | Hoeveel zeg je Maar dat                       | Eddy Ryssack              | Eddy Ryssack              | 2               | Eppo 1983 nr 22 |
| 92 | 1983-06 | Hun geintje met dat berepak                   | Eddy Ryssack              | Eddy Ryssack              | 2               | Eppo 1983 nr 24 |
| 93 | 1983-07 | En waarom is de direkteur niet                | Eddy Ryssack              | Eddy Ryssack              | 2               | Eppo 1983 nr 28 |
| 94 | 1983-07 | Al je hier wil tekenen                        | Eddy Ryssack              | Eddy Ryssack              | 2               | Eppo 1983 nr 30 |
| 95 | 1983-08 | Vijf paardekracht en een ezel                 | Eddy Ryssack              | Eddy Ryssack              | 2               | Eppo 1983 nr 34 |

## Albums
Er werden in de periode 1978-1981 vier albums uitgebracht van Opa door Oberon, waarvan de twee eerste nummers een heruitgave kenden. 
In 2001 gaf uitgeverij Silhouet een hardcover album uit in zwart-wit, gesigneerd en in een beperkte oplage. Hierin verschenen ook zes tot dan toe niet in een album gepubliceerde verhalen.
In de jaren 2001-2004 gaf Big Balloon samen met Klein Book Services en Timco deze albums opnieuw uit onder een nieuwe titel.
Van de 95 verhalen werden er 67 in albumvorm gepubliceerd en 28 verhalen niet. De ongepubliceerde verhalen hebben in de bovenstaande lijst de nummers 19, 21, 63-73, 75-78, 80-82, 84, 86, 88-91 en 93-95.
| Jaar | Titel                                 | Reeks / nr            | Publicatie                        |
| ---- | ------------------------------------- | --------------------- | --------------------------------- |
| 1978 | Herrie in huize Roest Rust            | Opa nr 1              | Oberon                            |
| 1979 | Beestenbende op huize Roest Rust      | Opa nr 2              | Oberon                            |
| 1980 | Meer hommeles in huize Roest Rust     | Opa nr 3              | Oberon                            |
| 1981 | Op de vuist in huize Roest Rust       | Opa nr 4              | Oberon                            |
| 2001 | 't Is weer heibel in huize Roest Rust |                       | Silhouet                          |
| 2002 | Op de vuist!                          | Strip Reeks nr 8      | Big Balloon & Klein Book Services |
| 2003 | Dat smaakt naar meer                  | Strip Reeks nr 12     | Big Balloon & Klein Book Services |
| 2003 | Beestenboel                           | Strip Reeks nr 17     | Big Balloon & Klein Book Services |
| 2004 | Oppassen geblazen                     | Strip Reeks nr 22     | Big Balloon & Timco               |
| 2021 | Vooruit met de gein!                  | Sfinx collectie nr. 3 | 't Vlaams Stripcentrum            |
| 2022 | Eb en vloed                           | Sfinx collectie nr. 7 | 't Vlaams Stripcentrum            |

In Opa nr 1 (1978) werden de 15 verhalen met nummer 1-12, 17, 18 en 20 opgenomen; 
in Opa nr 2 (1979) de 12 verhalen met nummer 13-16 en 22-29;
in Opa nr 3 (1980) de 13 verhalen met nummer 30-36, 39, 42 en 44-47;
in Opa nr 4 (1981) de 20 verhalen met nummer 37, 38, 40, 41, 43 en 48-62.
In de uitgave van Silhouet van 2001 verschenen de 14 verhalen met nummer 25, 35, 36 38, 39, 44, 57, 58, 74, 79, 83, 85, 87 en 92.
Verhalen van Opa werden in een groot aantal stripbundelingen (van Oberon en Big Balloon) opgenomen, te weten in Eppo Ekstra 2 (1977) (K3),
Tentoonstelling Het beeldverhaal - 't Princessehof (1977) (G6),
Strips uit Eppo en Anita - Dat is spannend...Dat is lachen (1978) (K9),
Cartoon Aid nr 2 (1990) (K30),
Strip Mix nr 4 (1993)
Telekids vakantieboek nr 1 (1994) (K11, K12, K15), 
Telekids winterboek nr 2 (1994) (1, 13), 
Super Stripvakantieboek (1994),
Telekids vakantieboek nr 2 (1995) (26, 27, 28), 
Telekids winterboek nr 3 (1995) (32), 
Telekids vakantieboek nr 3 (1996), 
Telekids winterboek nr 4 (1996) (34, 46), 
Telekids vakantieboek nr 4 (1997) (39, 47), 
Megastripmix (1999) en 
Super Strip Mix (2000) (1, 13).